# Aerocondor
ATA Aerocondor Transportes Aéreos Lda, действовавшая как Aerocondor, — бывшая региональная авиакомпания Португалии со штаб-квартирой в городе Кашкайш, работавшая на рынке регулярных пассажирских перевозок между континентальной частью Португалии, Мадейрой, Францией и выполнявшая чартерные рейсы в аэропорты Великобритании и Испании.
Портом приписки авиакомпании являлся Аэродром Кашкайш, её транзитными узлами (хабами) — лиссабонский Международный аэропорт Портела и Международный аэропорт Мадейры.

## История
Авиакомпания была образована в 1975 году в качестве дочернего подразделения авиационного холдинга Aerocondor Group, при этом 85,15 % собственности перевозчика принадлежало группе Aerocondor SGPS и 14,85 % — финансовой компании Gestair Group. В компании работало 90 штатных сотрудников.
В мае 2008 года Aerocondor прекратила операционную деятельность по причине тяжёлого финансового положения и накопленных долгов кредиторам.

## Маршрутная сеть
В 2008 году авиакомпания Aerocondor выполняла регулярные рейсы в следующие пункты назначения:
- Кашкайш — Аэропорт Кашкайш
- Вила-Реал — Аэропорт Вила-Реал,

а также сезонные международные рейсы в Ажен, Брагансу и чартерные рейсы между Мадейрой и островами Порту-Санту.

## Флот
С июня 2008 года в собственности авиакомпании Aerocondor нет ни одного воздушного судна, прежний флот был реализован другим перевозчикам для погашения долгов Aerocondor. Компания планировала приобрести или взять в аренду самолёты Boeing 757 и Boeing 767, однако в июне 2008 года была объявлена банкротом.
В разное время компания эксплуатировала следующие типы судов:
- ATR 42-300
- Dornier 228
- Shorts 360